# 安道爾經濟
安道爾是一個發達的自由市場經濟體，主要產業有金融業、零售業、觀光業。2023年，安道爾的GDP約有570萬美元。安道爾是一個自由港，並且在冬季和夏季的觀光業也十分發達 ，有約270家飯店和約400家餐館。